# Ђорђе Вујадиновић
Ђорђе Вујадиновић (Колари, 29. новембар 1909 — Београд, 5. октобар 1990) је био југословенски фудбалер и фудбалски тренер.

## Биографија
Био је дечак када је дошао код стрица у Београд. Брат његовог оца није имао деце, па га је посинио. Његов стриц је био власник штампарије Свети Сава. Једног дана док је играо фудбал са својим друговима, дечју игру је прекинуо „чика са шеширом“ који их је позвао да дођу у БСК и играју у правом клубу. У дресу БСК-а, што у подмлатку, што у првом тиму, провео је пуних 17 година. Био је део чувене навале подмлатка БСК-а, Тирнанић, Ваљаревић, Крчевинац, Вујадиновић и Злоковић, која је комплетна ушла у први тим. За први тим је одиграо око 400 утакмица и освојио је пет титула првака, 1931, 1933, 1935, 1936. и 1939. Два пута је био и најбољи стрелац првенства 1929. (10 голова на 8 утакмица) и 1931. (12 голова на 10 утакмица)
Од 1929. до 1940. године одиграо је 44 утакмице за репрезентацију Југославије и постигао је 18 голова. Учествовао је на Светском првенству 1930. у Монтевидеу. Дебитовао је 6. октобра 1929. у утакмици Балканског купа против Румуније (:2) у Букурешту, а први гол је постигао 26. јануара 1930. против Грчке (1:2) у Атини у оквиру истог такмичења. Последњу утакмицу у дресу националног тима одиграо је 3. новембра 1940. у пријатељској утакмици против Немачке (2:0) у Загребу.
Пре рата је радио као службеник Народне банке, док је рат провео у немачком заробљеништву. По доласку из заробљеништва посветио се раду с млађим селекцијама. Био је тренер у фудбалској школи Партизана и ОФК Београда, а истовремено је био и дугогодишњи селектор омладинске репрезентације Југославије. С њим је непрекидно као председник омладинске комисије фудбалског савеза сарађивао Коста Поповић, некада такође фудбалер БСК-а. Пратећи рад омладинске школе Црвене звезде запазио је изузетно талентованог младог тренера Миљана Миљанића, кога је позвао да му буде помоћник. Миљанићу је и препустио место селектора омладинске репрезентације када је одлучио да се повуче са тог положаја.
Једна улица у Граду Београду, општина Чукарица носи његово име.